# Ctenus vividus
Ctenus vividus är en spindelart som beskrevs av John Blackwall 1865. Ctenus vividus ingår i släktet Ctenus och familjen Ctenidae. Inga underarter finns listade i Catalogue of Life.